# Audrey Forlani

a Compétitions nationales et continentales officielles uniquement.

b Matchs officiels uniquement.
Dernière mise à jour le 4 novembre 2023.
Audrey Forlani, née à Montauban le 19 novembre 1991, est une joueuse internationale française de rugby à XV. Elle évolue au poste de deuxième ligne à Saint-Orens rugby féminin ainsi qu'en équipe de France.

## Biographie
Dès l’âge de 6 ans, elle suit les pas de son frère Mickaël et intègre l’école de rugby de Beaumont-de-Lomagne, son club formateur où sa maman occupe aussi le poste de secrétaire. Seule fille au milieu des garçons, elle fut, en quelque sorte une pionnière dans le rugby féminin.
L'école de rugby achevée, l'amour du ballon ovale toujours aussi fort, Audrey fait le choix de concilier études et passion. Tests physiques et entretiens passés avec succès, elle intègre, en septembre 2007, le lycée de Jolimont, à Toulouse, en sport-études.
Dans la foulée, elle rejoint le prestigieux club de Saint-Orens. Dès sa première année en cadettes, Audrey connaît de grands bonheurs en club, championne Grand Sud et championne de France, puis de manière personnelle, en étant sélectionnée avec l'équipe Midi-Pyrénées.
L'année suivante, elle évolue toujours en Midi-Pyrénées mais également en équipe Grand Sud où elle devient championne intersecteur. En parallèle, elle obtient avec succès son CAP de sérigraphie. En 2009, Audrey fait sa rentrée au lycée professionnel de Beaumont, en TBEE, pour préparer son bac.
Elle passe seniors et reste fidèle au club de Saint-Orens. L'équipe de France des moins de 20 ans lui tend alors les bras, mais une grave entorse la prive de sport pendant quatre mois. Remise de sa blessure, en 2010, Audrey retrouve les sélections Grand Sud, effectue deux stages à Marcoussis et à Narbonne avec l'équipe de France.
En 2011, elle intègre l'équipe de France de rugby des moins de 20 ans à l'occasion du match Angleterre-France, le 27 février. L'année suivante, elle intègre l'Équipe de France de rugby à XV féminin pour le Tournoi des Six Nations,.
En 2014, sur un plaquage anodin, elle se relève avec le nez fracturé. Pendant des mois, elle souffre de maux de tête incessants. Après des examens complémentaires, une fissure autour de son cerveau est décelée... Le corps médical se montre pessimiste sur la suite de sa carrière, la déclare perdue pour le rugby, mais tente tout de même l’opération de la dernière chance. La 2e ligne de l’équipe de France s’accroche, prend son mal en patience.
Elle n'est pas sélectionnée pour participer à la Coupe du monde 2014, mais elle redouble d’efforts à l’entraînement. La récompense est au bout de ces efforts. Éliminée en demi-finale du Top 8 par Montpellier, le futur champion de France, elle est rappelée chez les Bleues pour les trois derniers matches du Tournoi 2015. Et marque les esprits en réussissant un match d’anthologie, chez elle, à Montauban, face au Pays de Galles (28-7).
Depuis 2015, elle travaille dans la coopérative agricole de Beaumont où elle exerce en tant qu’agent de silo.
En 2017, elle est retenue dans le groupe pour disputer la Coupe du monde féminine de rugby à XV 2017 en Irlande.
En 2018, elle participe au grand chelem de l'équipe de France dans le Tournoi des Six Nations.
En novembre 2018, elle fait partie des 24 premières joueuses françaises de rugby à XV qui signent un contrat fédéral à mi-temps. Son contrat est prolongé pour la saison 2019-2020.
Elle n'est pas sélectionnée par Thomas Darracq pour participer à la Coupe du monde 2022 en Nouvelle-Zélande.
En 2023, elle est désignée capitaine de l'équipe de France par le nouveau duo de sélectionneurs tricolore (Gaëlle Mignot et David Ortiz). À l'automne, elle fait partie du groupe d'internationales qui dispute sous les couleurs de la France le championnat féminin de rugby WXV en Nouvelle-Zélande mais elle cède le brassard de capitaine à Manae Feleu.

## Palmarès

### En club
- Championnat de France féminin :
  - Finaliste (1) : 2021

### En équipe nationale
- Vainqueur du Tournoi des Six Nations féminin 2018 (Grand Chelem)